# Pi2 de l'Ossa Major
|  | No s'ha de confondre amb π² Ursae Majoris; per a l'altres estrelles conegudes com a Muscida vegeu: Muscida o π¹ Ursae Majoris.. |

Pi² de l'Ossa Major (π² Ursae Majoris), també coneguda com a 4 de l'Ossa Major (4 Ursae Majoris), és un estel a la constel·lació de l'Ossa Major de magnitud aparent +4,60. Rep el nom tradicional de Muscida, també utilitzat per designar a Òmicron Ursae Majoris i Pi¹ Ursae Majoris. Amb aquesta última forma una doble òptica amb una separació de 0,7º. En 2007 es va anunciar el descobriment d'un planeta extrasolar orbitant al voltant de Pi² Ursae Majoris.
Situada a 252 anys llum del sistema solar, Pi² Ursae Majoris és una gegant taronja de tipus espectral K1III més freda que el Sol, amb una temperatura efectiva de 4.415 K. En les últimes fases de la seva vida, brilla amb una lluminositat 127 vegades major que la solar. El seu diàmetre és 19,3 vegades més gran que el del Sol. A diferència d'altres estels amb planetes que solen tenir una alta metal·licitat, Pi² Ursae Majoris presenta un contingut en ferro en relació al d'hidrogen de tan sols el 60% del que té el Sol.

## Sistema planetari
En 2007 es va anunciar el descobriment d'un planeta extrasolar, denominat 4 Ursae Majoris b, mitjançant l'anàlisi de les velocitats radials. La seva massa és almenys 7,1 vegades major que la de Júpiter, movent-se en una òrbita molt excèntrica (ε = 0,43) que fa que la separació respecte a l'estel varie entre 0,49 ua i 2,3 ua. El seu període orbital és de 269 dies.
| Company (En ordre des de l'estrella) | Massa (MJ)  | Període Orbital (dies) | Eix semimajor (AU) | Excentricitat |
| ------------------------------------ | ----------- | ---------------------- | ------------------ | ------------- |
| 4 Ursae Majoris b                    | > 7,1 ± 1,6 | 269,3 ± 1,96           | 0,87 ± 0,04        | 0,432 ± 0,024 |